# Cap Caxine
Cap Caxine är en udde i Algeriet.   Den ligger i provinsen Tipaza, i den norra delen av landet, 10 km nordväst om huvudstaden Alger.
Terrängen inåt land är platt åt sydväst, men österut är den kuperad. Havet är nära Cap Caxine åt nordväst. Runt Cap Caxine är det mycket tätbefolkat, med 9 644 invånare per kvadratkilometer. Närmaste större samhälle är Alger, 10,4 km sydost om Cap Caxine. Runt Cap Caxine är det i huvudsak tätbebyggt.